# ラナイ (建築用語)

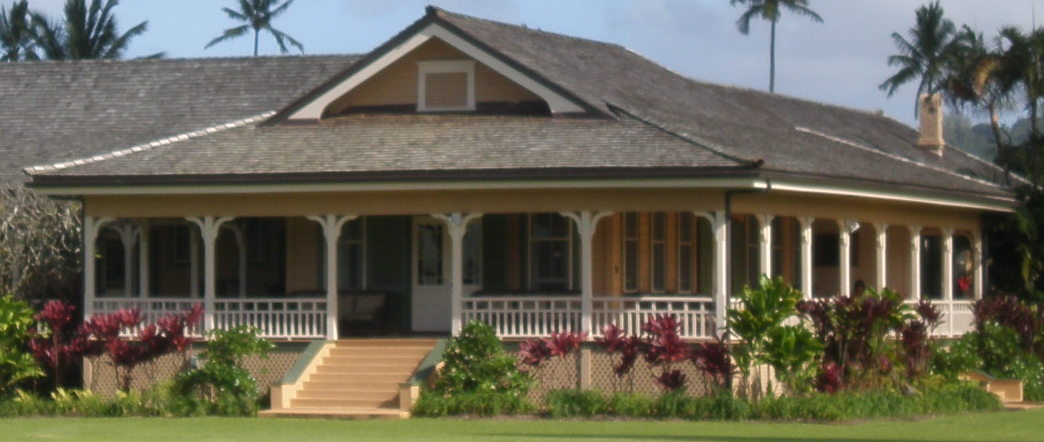
Albert Spencer Wilcox Beach House（カウアイ島ハナレイ）

ラナイ（ハワイ語: Lānai、英語: Lanai）はハワイにおける建築用語で、家の外に面した所を板張りにして、屋根だけで覆っているベランダに近いオープンなものと、屋根だけでなく金網および窓の壁で囲むエンクローズして部屋のようにしたものがある。

## オープン・ラナイ
ハワイの伝統的な大きな家では、家の外に面した所を板張りにして、屋根だけで覆っているベランダに近いオープンなものをラナイと呼んだ。外への出入りを容易にして、雨の多い時期は雨除けの場所として使える。これは日本建築で家の南側に置く縁側の用途と似ている。

## エンクローズド・ラナイ
エンクローズド・ラナイ（enclosed lanai）では、家の外に面した所を屋根だけでなく、金網および窓の壁で囲んだもの。多くは個人住宅に合法的に追加設置されて、子供の遊び場にしたり、夏にはもうひとつの寝室にしたりする。

## 参照項目
- ベランダ
- 縁側
- ポーチ
- ハワイの建築 (Hawaiian architecture)